# Loxodontomys micropus
Loxodontomys micropus és una espècie de rosegador de la família dels cricètids. Viu a l'Argentina i Xile, i és una de les dues úniques espècies del gènere. L'espècie tipus va ser capturada per Charles Darwin el 1834 al riu Santa Cruz, a l'Argentina, durant el seu viatge a bord del HMS Beagle, i va ser posteriorment descrita per George Robert Waterhouse.

## Descripció
L'espècie té una estructura relativament robusta per a una rata, accentuada pels seu pelatge espès. Els adults d'ambdós tenen un longitud corporal, inclosa la cua, d'entre 23,7 i 24,2 centímetres, i un pes d'entre 45 i 105 grams. No es un fet inusual que els individus assoleixin la maduresa sexual molt abans d'assolir la seva mida d'adults.
El seu pelatge és d'un color marró grisenc apagat a la major part dels cos, amb tonalitats gris o groc pàl·lid a les parts inferiors. Té les orelles més grosses que moltes altres espècies locals de ratolí. Els peus són robustos i el cinquè dit dels peus posteriors és inusualment llarg. La cua és de tres quartes parts de la longitud del cos i està escassament coberta de pèls. Es pot distingir fàcilment d'altres espècies de ratolins properes per la seva estructura robusta, una cua relativament llarga i l'absència de pèl als peus. Les femelles tenen quatre parells de tetines, que van des de la regió axil·lar fins a l'engonal.

## Distribució i hàbitat
Aquesta espècie es troba als contraforts andins del sud de Xile i del sud-oest de l'Argentina, des d'uns 38°S fins a l'estret de Magallanes. També es coneixen algunes poblacions aïllades de regions muntanyenques del sud-central de l'Argentina, i a l'illa gran de Chiloé, a Xile. Habita entorns amb vegetació espessa i bona coberta del sòl en elevacions de fins a 3.000 metres. Es troba més freqüentment en boscos dominats pel faig austral, amb densa vegetació de bambús del gènere Chusquea. Tanmateix, també viu en matollars formats per espècies dels gèneres Berberis i Colletia, i en praderies humides.

## Ecologia
Es tracta d'una espècie herbívora nocturna, tot i que sovint està activa durant el dia. Construeixen els seus caus amb nombroses entrades, i es coneix que emmagatzemen aliment. S'alimenten principalment de fulles, llavors i herbes, encara que s'alimenten de bolets. S'han registrat densitats de població d'entre 9 i 41 individus per hectàrea, en funció de l'entorn local i l'època de l'any, amb més presència durant la tardor.
Els seus predadors més comuns inclouen diverses espècies de mussol, com l'òliba comuna, el mussol emigrant i el duc de Magallanes. No obstant això, diversos predadors locals com el grisó petit, algunes espècies del gènere Lycalopex, i l'àguila pitnegra, de vegades poden incloure aquesta espècie dins la seva dieta.
Aquesta espècie s'aparella durant la primavera i l'estiu, donant a llum entre 4 i 5 cries per ventrada. Els joves assoleixen la seva independència a una edat relativament primerenca. Les cries nascudes durant la primavera són sexualment actives generalment abans que acabi la temporada d'aparellament a finals de l'estiu. Els individus poden ser capaços de reproduir-se quan el seu pes arriba als 48 grams, molt menys que el seu pes d'adults.

## Taxonomia
Actualment hi ha 3 subespècies reconegudes, que es poden distingir per subtils variacions del color del pelatges i dels peus. Són les següents:
- Loxodonta micropus alsus
- Loxodonta micropus fumipes - illa gran de Chiloé
- Loxodonta micropus micropus